# ورخنیه ایرنیکشی
ورخنیه ایرنیکشی (به لاتین: Verkhniye Irnykshi) یک منطقهٔ مسکونی در روسیه است که در باشقیرستان واقع شده‌است.